# 데포르티보 파브릴
레알 클루브 데포르티보 데 라코루냐 파브릴(스페인어: Real Club Deportivo de La Coruña Fabril)은 스페인의 축구 클럽으로 데포르티보 라코루냐의 리저브팀으로 활동 중이다.
1914년에 독립 구단으로 창단한 데포르티보 파브릴은 1948년에 데포르티보 라코루냐와 제휴 계약을 맺었고, 이후 1963년에 산하 구단이 되었다. 1993년에 산하 구단에 관한 법적 규정이 바뀌면서 독립 구단으로서는 사라지고 종속팀이 되었으며, 라코루냐 소속팀이 되어 그 구조에 완전히 통합되었다.

## 선수 명단

### 현역
참고: FIFA 자격 규정에 따라 소속된 국가대표팀 국기를 표시합니다. 선수는 복수의 FIFA 비회원국 국적을 가지고 있을 수 있습니다.
| 번호 | 포지션 | 국적     | 이름              |
| ---- | ------ | -------- | ----------------- |
| 11   | MF     | 에콰도르 | 루이사오 마시아스 |
| 15   | DF     | 카메룬   | 파딜 몬타퐁       |

| 번호 | 포지션 | 국적   | 이름      |
| ---- | ------ | ------ | --------- |
| 24   | FW     | 카메룬 | 빌 은송고 |

## 역대 감독
| 감독              | 임기        |
| ----------------- | ----------- |
| 크리스토발 파랄로 | 2016 ~ 2017 |